# Società Sportiva Catania 1934-1935
Questa pagina raccoglie i dati riguardanti il Calcio Catania nelle competizioni ufficiali della stagione 1934-1935.

## Stagione
Dopo aver vinto il campionato di Prima Divisione, nella stagione 1934-1935 il Catania inizia la prima avventura dei rossazzurri fra i cadetti, disputando il girone A del suo primo campionato di Serie B che era allora diviso in due gironi, ottenendo con 37 punti il terzo posto con gli stessi punti del Pisa, a cinque lunghezza dal Genova 1893 che con 42 punti vince il torneo e sale in Serie A.
Il Catania continua a giocare le sue partite interne in piazza Giovanni Verga, nel polveroso Campo dei cent'anni con la tribunetta in legno, a due passi dal cantiere in cui lentamente proseguono i lavori per la costruzione del nuovo stadio da trentamila posti a sedere, di cui tanto si parla, ma che non sarà pronto in tempi brevi.

## Rosa
| N. |                   | Ruolo | Calciatore         |
| -- | ----------------- | ----- | ------------------ |
|    | Italia (bandiera) | P     | Mario Sernagiotto  |
|    | Italia (bandiera) | P     | Mario Cozzi        |
|    | Italia (bandiera) | D     | Ferruccio Bedendo  |
|    | Italia (bandiera) | D     | Mario Miltone      |
|    | Italia (bandiera) | D     | Alberto Pagliarini |
|    | Italia (bandiera) | D     | Francesco Pomi     |
|    | Italia (bandiera) | D     | Mario De Bartoli   |
|    | Italia (bandiera) | D     | Luigi Ferrario     |
|    | Italia (bandiera) | C     | Mario Bianzino     |
|    | Italia (bandiera) | C     | Amedeo Biavati     |

| N. |                    | Ruolo | Calciatore        |
| -- | ------------------ | ----- | ----------------- |
|    | Italia (bandiera)  | C     | Ercole Bodini     |
|    | Italia (bandiera)  | C     | Angelo Catesi     |
|    | Romania (bandiera) | C     | Emil Micossi      |
|    | Italia (bandiera)  | C     | Ottorino Casanova |
|    | Italia (bandiera)  | C     | Giuseppe Marchi   |
|    | Italia (bandiera)  | C     | Luigi Lessi       |
|    | Italia (bandiera)  | A     | Emilio Manazza    |
|    | Italia (bandiera)  | A     | Nicolò Nicolosi   |
|    | Italia (bandiera)  | A     | Mario Nicolini    |
|    | Italia (bandiera)  | A     | Amleto Miniati    |

## Risultati

### Serie B girone A

#### Girone di andata
| Arbitro: | Bertoli (Vicenza) |

|                     |           |  |
| Savio 31’ Colli 85’ | Marcatori |  |

| Arbitro: | Sassi (Roma) |

|            |           |  |
| Bodini 65’ | Marcatori |  |

| Arbitro: | Mazza (Torre del Greco) |

|            |           |           |
| Bodini 31’ | Marcatori | 11’ Boffi |

| Arbitro: | Ghetti (Modena) |

|                           |           |  |
| Calcagno 43’ Sabatini 82’ | Marcatori |  |

| Arbitro: | Melioli (Genova) |

|            |           |                   |
| Parodi 82’ | Marcatori | 75’, 77’ Nicolini |

| Arbitro: | Salvatori (Roma) |

|                                      |           |          |
| Casanova 8’ Nicolini 52’ Biavati 70’ | Marcatori | 4’ Ricci |

| Arbitro: | Turbiani (Ferrara) |

|                                     |           |  |
| Bodini 56’ Biavati 71’ Nicolosi 78’ | Marcatori |  |

| Legnano 2 dicembre 1934 8ª giornata | Legnano      | 0 – 0 | Catania | Stadio di via Carlo Pisacane\| Arbitro: \| Mauri (Como) \| |
| Arbitro:                            | Mauri (Como) |       |         |                                                            |

| Arbitro: | Dattilo (Roma) |

|                             |           |                                     |
| Subinaghi 51’ D'Alberto 68’ | Marcatori | 60’ Biavati 66’ Bodini 82’ Bianzino |

| Arbitro: | Zallone (Bari) |

|                                              |           |                       |
| Nicolosi 37’ Bianzino 50’ Bedendo 81’ (rig.) | Marcatori | 30’ Imberti 39’ Scher |

| Arbitro: | Caironi (Milano) |

|                                        |           |                    |
| Poggi 5’ (rig.) Gobbi 16’ Scategni 18’ | Marcatori | 65’ (rig.) Bedendo |

| Arbitro: | Pecchiura (Torino) |

|          |           |            |
| Coppa 8’ | Marcatori | 57’ Bodini |

| Arbitro: | Mazzarini (Roma) |

|                                |           |                                 |
| Nicolosi 46’, 47’ Bianzino 71’ | Marcatori | 72’ Gerbi 88’ (rig.) Ferretti I |

| Arbitro: | Pirovano (Monza) |

|                                |           |  |
| Nicolosi 9’ Colombo 79’ (aut.) | Marcatori |  |

| Arbitro: | Galeati (Bologna) |

|                         |           |              |
| Cornara 60’ Roggero 89’ | Marcatori | 88’ Nicolosi |

#### Girone di ritorno
| Arbitro: | Dattilo (Roma) |

|                   |           |  |
| Nicolini 30’, 84’ | Marcatori |  |

| Arbitro: | Bertoli (Vicenza) |

|             |           |  |
| Buzzoni 61’ | Marcatori |  |

| Arbitro: | Sassi (Roma) |

|           |           |              |
| Boffi 69’ | Marcatori | 77’ Nicolini |

| Arbitro: | Biancone (Roma) |

|                          |           |             |
| Manazza 70’ Nicolini 81’ | Marcatori | 32’ Benassi |

| Arbitro: | De Sanctis (Roma) |

|                                                 |           |                  |
| Bianzino 10’ Nicolosi 16’, 27’, 84’ Biavati 38’ | Marcatori | 17’, 44’ Lodi II |

| Arbitro: | Carminati (Milano) |

|            |           |  |
| Franci 14’ | Marcatori |  |

| Arbitro: | Zelocchi (Modena) |

|            |           |  |
| Tonali 73’ | Marcatori |  |

| Arbitro: | Salvatori (Roma) |

|             |           |  |
| Biavati 34’ | Marcatori |  |

| Arbitro: | Marsciani (Modena) |

|                                 |           |  |
| Nicolini 44’ Bedendo 69’ (rig.) | Marcatori |  |

| Arbitro: | Pirovano (Monza) |

|                     |           |                   |
| Andreoli 69’ (rig.) | Marcatori | 13’, 85’ Nicolini |

| Arbitro: | Gonani (Ravenna) |

|                   |           |                        |
| Nicolosi 32’, 81’ | Marcatori | 82’ Libonatti 85’ Sala |

| Arbitro: | Gamba (Napoli) |

|                             |           |               |
| Bodini 6’, 34’ Nicolini 82’ | Marcatori | 38’ Pinciroli |

| Arbitro: | Dattilo (Roma) |

|                                             |           |  |
| Bedendo 45’ (aut.) Gerbi 75’ Ferretti I 85’ | Marcatori |  |

| Arbitro: | Bonivento (Venezia) |

|                                  |           |  |
| Romano 50’, 60’ (rig.) Galli 55’ | Marcatori |  |

| Arbitro: | Puglia (Napoli) |

|           |           |  |
| Bodini 4’ | Marcatori |  |